# Punkaharju

Wappen von Punkaharju

Punkaharju [ˈpuŋkɑˌhɑrju] ist eine ehemalige Gemeinde in der finnischen Landschaft Südsavo. Seit 2013 ist sie ein Teil der Stadt Savonlinna.
Punkaharju liegt 35 Kilometer östlich des Stadtzentrums von Savonlinna in der Finnischen Seenplatte. Das ehemalige Gemeindegebiet von Punkaharju ist ländlich geprägt und hat eine Fläche von 748,1 Quadratkilometern. Fast 40 Prozent davon (286,9 Quadratkilometer) besteht aus Binnengewässern. Die Einwohnerzahl der Gemeinde betrug zuletzt 3645 (Stand: 31. Dezember 2012). Der Hauptort trägt den Namen Punkasalmi und zählt 1495 Einwohner. Neben Punkasalmi befindet sich in Punkaharju mit dem Ort Tuunaansalmi (207 Einwohner; Stand jeweils 31. Dezember 2011) noch ein zweites Siedlungszentrum (taajama).

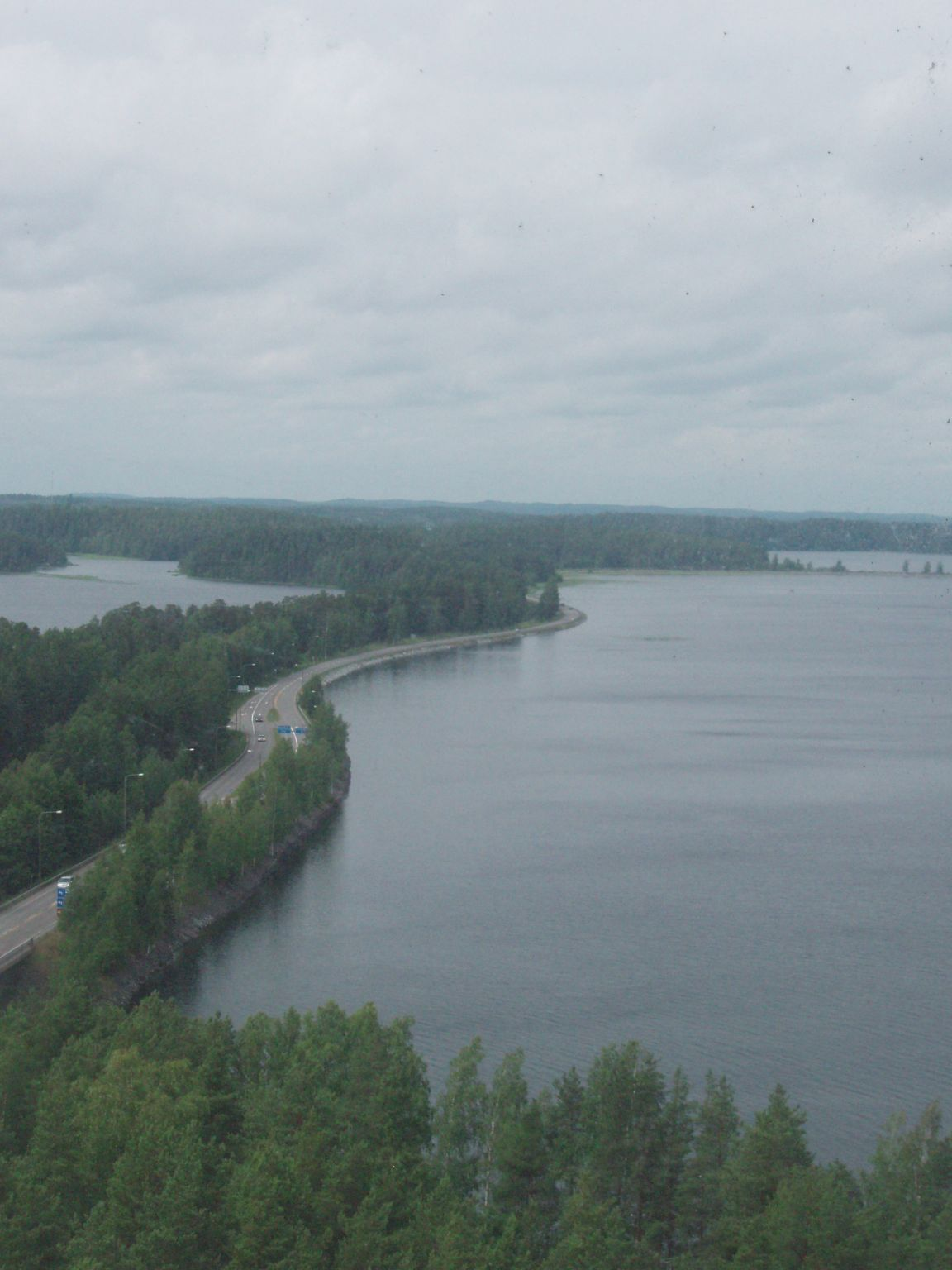
Der Punkaharju (Os)

Punkaharju ist berühmt für das gleichnamige Naturdenkmal Punkaharju (Os): Einen etwa 7 Kilometer langen und 25 Meter hohen Os (harju, Hügelrücken) zwischen den Seen Puruvesi und Pihlajavesi. Er entstand vor 10.000 Jahren während der letzten Eiszeit durch Schmelzwasserströme. Der naturschöne Hügelrücken gilt als finnische „Nationallandschaft“. Heute steht das Gebiet unter Naturschutz und ist ein beliebtes Touristenziel. Hier befinden sich auch das Arboretum Punkaharju und das Forstmuseum Lusto. Dieses moderne Museum (1994 eröffnet) befasst sich mit den Themen Holz und Wald.
Punkaharju wurde 1922 als eigenständige Gemeinde aus Kerimäki gelöst. 1973 wurde Punkaharju ein kleinerer Teil der aufgelösten Gemeinde Sääminki zugeschlagen. Zum Jahresbeginn 2013 wurde Punkaharju zusammen mit Kerimäki in die Nachbarstadt Savonlinna eingemeindet.
Die Beschreibung des Wappens von Punkaharju lautet: Im blauen Schild  ein goldener Balken, der unten einen Wellenschnitt  und oben einen Tannenschnitt hat. Über dem Balken schwebt eine goldene Rangkrone. Das sprechende Wappen verweist auf den Punkaharju-Os.

## Söhne und Töchter
- Juho Hänninen (* 1981), Rallyefahrer